# Carl-Ludwig Furck

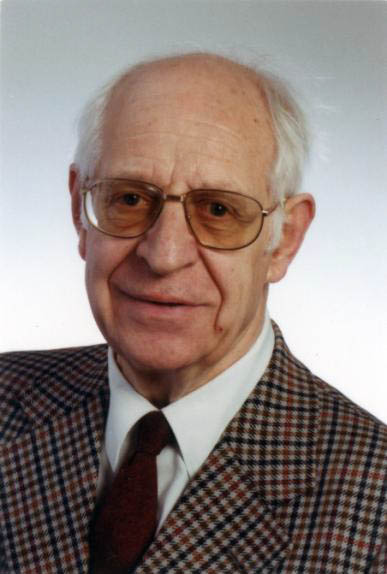
Carl-Ludwig Furck (2010)

Carl-Ludwig Furck (* 3. November 1923 in Frankfurt am Main; † 23. Februar 2011 in Hamburg) war ein deutscher Erziehungswissenschaftler und Bildungsreformer.
Als einer der ersten deutschen Universitätspädagogen setzte sich Carl-Ludwig Furck mit seinem 1963 erschienenen Aufsatz „Schule für das Jahr 2000“ für die Gesamtschule als die einer demokratischen Gesellschaft angemessene Schulform ein. An vielen anderen Reformen im Bildungswesen hat er als Gutachter oder Kommissionsmitglied mitgewirkt. Die Professionalisierung pädagogischer Berufe hat er gefördert, indem er die Einrichtung des Diplomstudiengangs für Pädagogik maßgeblich vorantrieb.

## Leben

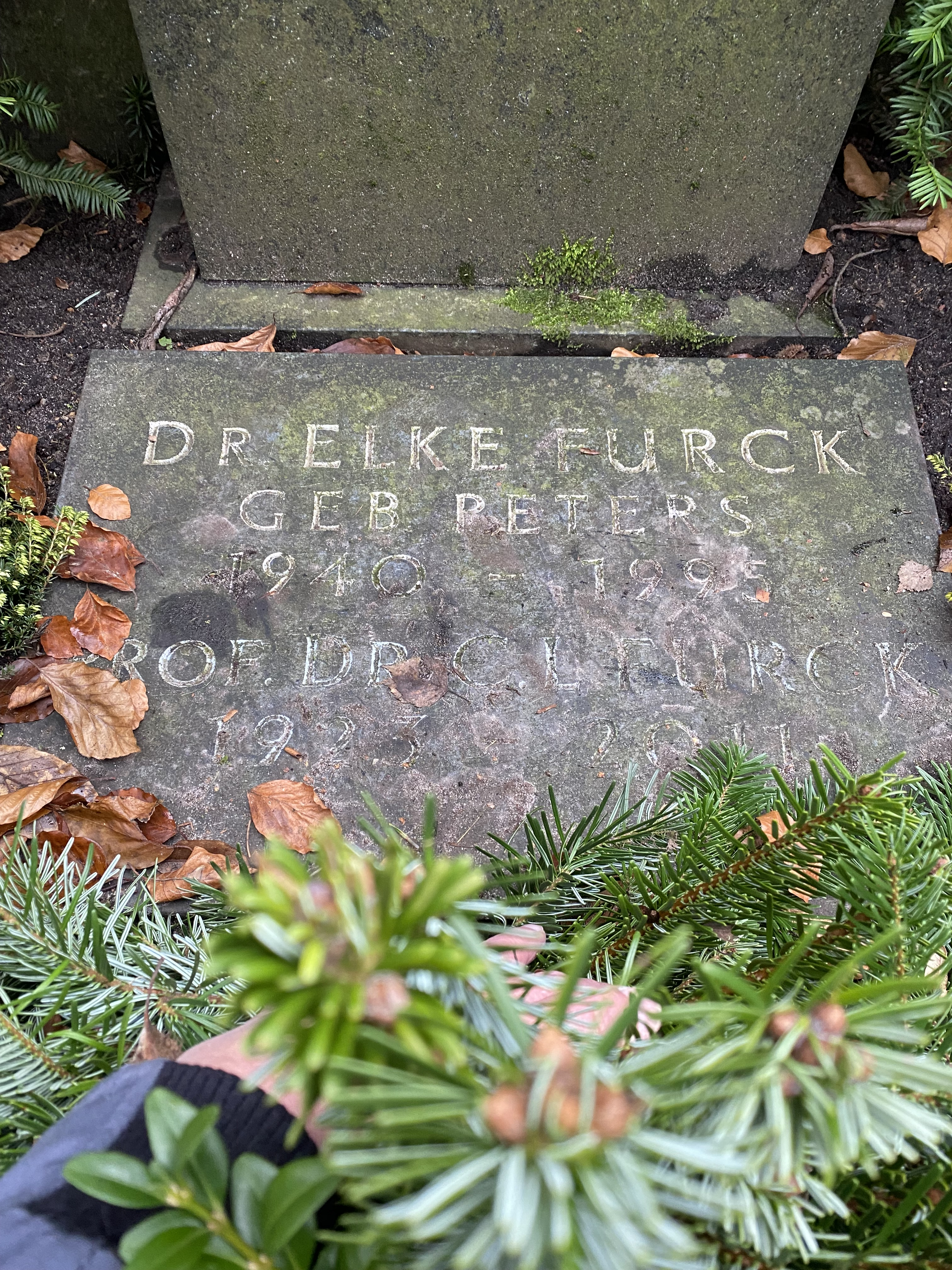
Kissenstein auf dem Friedhof Ohlsdorf

Furck begann 1945 das Studium der Geschichte, Philologie und Pädagogik an den Universitäten Frankfurt/Main und Göttingen und promovierte 1952 zum Dr. phil. bei Herman Nohl. Anschließend ging er Lehrtätigkeiten an verschiedenen Schulen nach und war als Wissenschaftlicher Assistent an der Universität Marburg tätig. 1956 erlangte er die Stellung eines Akademischen Rates an der Freien Universität Berlin und habilitierte sich 1960. 1961 erhielt er dann einen Ruf an die Universität Hamburg. 1963 war er an der Gründung der Deutschen Gesellschaft für Erziehungswissenschaft beteiligt. 1965 wurde er als Ordentlicher Professor an die Freie Universität Berlin berufen und wurde zugleich zum Leiter des neu gegründeten Pädagogischen Zentrums in Berlin ernannt. 1973 erfolgte ein erneuter Ruf an die Universität Hamburg. Ab 1979 war Furck Projektleiter eines Fernlehrwerks für Deutsche Schüler im Ausland. Er wurde 1989 emeritiert.
Furck war Herausgeber der Zeitschrift für Pädagogik und von betrifft:erziehung. Beigesetzt wurde er auf dem Hamburger Friedhof Ohlsdorf. Die Grabstätte liegt im Planquadrat V 20 östlich von Kapelle 2.

## Auszeichnungen
- 1998 Ehrenmitglied der Deutschen Gesellschaft für Erziehungswissenschaft
- 2004 Ernst-Christian-Trapp-Preis

## Werke
- Der Bildungsbegriff des jungen Hegel, Beltz, Weinheim 1953.
- Das pädagogische Problem der Leistung in der Schule, Beltz, Weinheim 1961, 5. Aufl. 1975.
- Das Leistungsbild der Jugend in Schule und Beruf, Juventa, München 1964.
- Das unzeitgemäße Gymnasium, Beltz, Weinheim 1965.
- Gutachten über den Modellversuch „Einphasige Lehrerausbildung an der Universität Oldenburg“, gemeinsam mit Kurt Ewert und Werner Ohaus, Oldenburg 1981.
- Revision der Lehrerbildung. Zum Problem der Einstiegsarbeitslosigkeit von Lehrern, Beltz, Weinheim 1986.
- gemeinsam mit Johannes Bastian: Zur Zukunft der Hauptschule in Hamburg, Hamburg 1990.
- Mitherausgeber des sechsbändigen Handbuchs der deutschen Bildungsgeschichte, Beck, München 1990 ff.
  - Hrsg. mit Christoph Führ: Band 6/1: 1945 bis zur Gegenwart. Bundesrepublik Deutschland. München 1997, ISBN 978-3-406-32467-3.
  - Hrsg. mit Christoph Führ: Band 6/2: 1945 bis zur Gegenwart. Deutsche Demokratische Republik und neue Bundesländer. München 1998, ISBN 978-3-406-42931-6.